# Верхне-Салдинское водохранилище
Верхне-Салдинское водохранилище (Верхнесалдинский пруд) — водохранилище на реке Салде, в городе Верхней Салде Свердловской области России. Создано в 1778 году для Верхнесалдинского железоделательного завода как заводской пруд. Источник производственного, хозяйственно-бытового водоснабжения и рекреационный водоём.

## География
Плотина расположена на реке в 72 км от устья.
Находится на территории Верхнесалдинского городского округа, северная часть на территории города Верхняя Салда. Ширина пруда в верховьях до 200 метров, в средней части — 300—600 метров, в нижней — 700—1000 метров. Пруд имеет вытянутую форму с несколькими крутыми изгибами. При поворотах пруд образует мысы, называемые Большой и Малый. Примерно в полукилометре от верховьев пруда в Салду впадает река Иса, и в 1 км на северо-запад от её устья, находится плотина Исинского пруда. Берега преимущественно крутые и высокие. В различных частях берега заняты жилыми и хозяйственными постройками, садовыми участками, покрыты лесом. Популярное место рыбалки и отдыха. На берегах также имеются базы отдыха и детские лагеря.
Является гидрологическим памятником природы регионального значения, площадь взятая под охрану 246 га.

## История
Водоём создан в 1778 году при строительстве Верхнесалдинского железоделательного завода. Плотина была длиной 175, шириной снизу 30, сверху 15 саженей, с двумя затворами в прорезах.
Во время работы Исинского завода, с 1873 года, пруд использовался не только как источник энергии для механизмов: по нему производилась перевозка железа в барках с Верхнесалдинского завода на Исинский и обратно. Транспортировка железа прекратилась после закрытия Исинского завода в 1910 году.

## Морфометрия
Площадь водосбора 1220 км², площадь водной поверхности 3,4 км², нормальный подпорный уровень 179 м, полный объём 13 млн.м³, полезный объём 5,3 млн.м³. Максимальная высота плотины 9 метров, отметка гребня плотины 180,8 метра, длина 440,3 метров. В Энциклопедии Свердловской области указана площадь 2,8 км², для уровня воды 176,9 метра.

## Данные водного реестра
По данным государственного водного реестра России, водохранилище относится к  Иртышскому бассейновому округу, водохозяйственный участок Тагил от г. Нижний Тагил до устья, речной подбассейн реки — Тобол. Речной бассейн реки — Иртыш.
Код объекта в государственном водном реестре — 14010501521499000000030.